# Quai d'Orsay
Quai d'Orsay je ime ulice u Parizu u VII. arondismanu, dio na lijevoj obali rijeke Seine. Početno ime ulice Quai znači riva jer ta ulica ide paralelno s rijekom.
U ovoj ulici nalazi se francusko Ministarstvo vanjskih poslova, pa se često i za samo ministarsvo kaže - Quai d'Orsay.
Quai (rue de Bac) je u povijesti bio značajno mjesto francuske umjetnosti jer su ovdje mnogi slikari dolazili na obale Seine i slikali. Zato se pariški muzej umjetnosti, smješten u bivšem željezničkom kolodvoru, s najvećom kolekcijom impresionističkih slika na svijetu, jednostavno zove d'Orsay.
Zgrada Ministarstva vanjskih poslova podignuta je između 1844. i 1855. po projektima Lacornéa. Kipove na fasadi isklesao je Henri Triqueti (1870).

## Vanjske poveznice
- Službene stranice Ministarstva graditeljstva
- Portal ministarstva vanjskih poslova  Arhivirana inačica izvorne stranice od 5. ožujka 2010. (Wayback Machine)